# Macronema argentilineatum
Macronema argentilineatum är en nattsländeart som beskrevs av Georg Ulmer 1905. Macronema argentilineatum ingår i släktet Macronema och familjen ryssjenattsländor. Inga underarter finns listade i Catalogue of Life.

## Bildgalleri

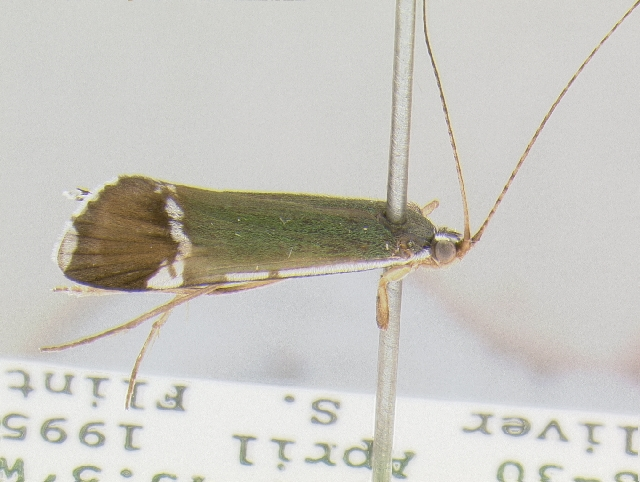
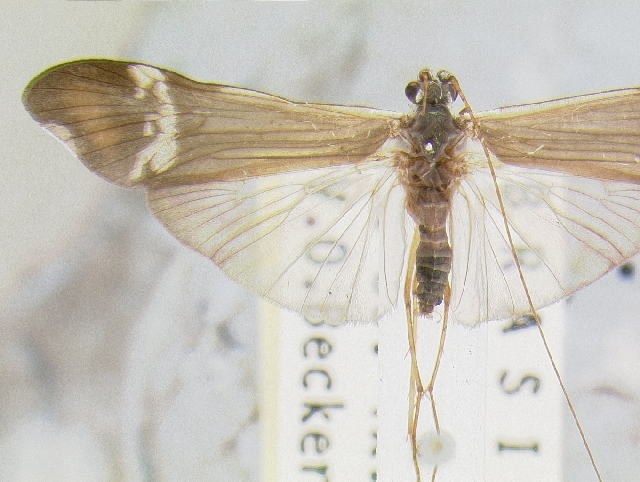